# Atelier în Rue de La Condamine
Atelier în Rue de La Condamine  este un tablou al pictorului francez Frédéric Bazille din 1870, aflat acum în Musée d'Orsay din Paris. O lucrare impresionistă timpurie, se află în muzeul d'Orsay din Paris din 1986. Pictura îl arată pe artistul însuși înconjurat de prietenii săi din atelierul său, incluzându-i pe pictorii Eduard Manet și Pierre Auguste Renoir.